# Ліза Керрінгтон
Ліза Керрінгтон  (англ. Lisa Carrington; нар. 23 червня 1989, Тауранга, Бей-оф-Пленті, Нова Зеландія) — новозеландська веслувальниця, восьмиразова олімпійська чемпіонка, п'ятиразова чемпіонка світу.

## Виступи на Олімпіадах
| Олімпіада           | Дисципліна                    | Місце |
| ------------------- | ----------------------------- | ----- |
| Лондон 2012         | байдарки-одиночки, 200 метрів | 1     |
| Лондон 2012         | байдарки-двійки, 500 метрів   | 7     |
| Ріо-де-Жанейро 2016 | байдарка-одиночка, 200 метрів | 1     |
| Ріо-де-Жанейро 2016 | байдарка-одиночка, 500 метрів | 3     |
| Токіо 2020          | байдарка-одиночка, 200 метрів | 1     |
| Токіо 2020          | байдарка-одиночка, 500 метрів | 1     |
| Токіо 2020          | байдарка-двійка, 500 метрів   | 1     |
| Токіо 2020          | байдарка-четвірка, 500 метрів | 4     |
| Париж 2024          | байдарка-одиночка, 500 метрів | 1     |
| Париж 2024          | байдарка-двійка, 500 метрів   | 1     |
| Париж 2024          | байдарка-четвірка, 500 метрів | 1     |

## Зовнішні посилання
- Ліза Керрінгтон на сайті International Canoe Federation (англійська)
- Ліза Керрінгтон на сайті Olympics.com (англійська)
- Ліза Керрінгтон на сайті Olympedia (англійська)
- Ліза Керрінгтон на сайті New Zealand Olympic Committee (англійська)